# The Loneliest Runner
The Loneliest Runner är en amerikansk TV-film från 1976 med manus och regi av Michael Landon. 
Den sändes första gången den 20 december 1976 på NBC och blev nominerad till två Emmys.
Michael Landon var verklighetens "ensammaste löpare". Som barn var han sängvätare fram till 14-årsåldern och hans mor, Peggy O'Neill, brukade hänga ut hans lakan på tork utanför hans sovrumsfönster som straff. Det dysfunktionella familjeliv som Landon upplevt under sin barndom liknar handlingen i denna självbiografiska film. Innan sin skådespelarkarriär hade Landon också OS-ambitioner som spjutkastare, men på grund av en skada i axeln fick han lägga ner sina planer på att göra karriär inom idrotten.
Karaktären John Curtis är modellerad efter Landon själv, och hans föräldrar och även andra roller är baserade på verkliga personer. I filmen medverkar bland annat skådespelaren Walker Edmiston från Bröderna Cartwright och Melissa Sue Anderson från Lilla huset på prärien

## Rollista i urval
- Lance Kerwin - John Curtis
- Brian Keith - Arnold Curtis
- DeAnn Mears - Alice Curtis
- Melissa Sue Anderson - Nancy Rizzi
- Rafer Johnson - sig själv
- Michael Landon - John Curtis som vuxen
- Randy Faustino - Tony
- Dermott Downs - Donnie
- Walker Edmiston - Doktor Claymore
- Herb Vigran - säkerhetsvakt
- Clifford A. Pellow - George Sanders
- Bing Russell - Fred Dawkins
- Robert Hackman - Mr. Rizzi
- Barbara Collentine - Miss King